# Розин, Марк Соломонович
Марк Соломонович Розин (12 октября 1898, Витебск, Витебская губерния, Российская империя — 3 сентября 1981, Москва) — советский учёный-востоковед, географ, специалист в области экономической географии, доктор географических наук (1963). Почётный член Географического общества СССР (1975).

## Биография
В 1921—1922 годах служил в РККА.
В 1923 году окончил факультет общественных наук МГУ. С 1924 года работал в системе Наркомата внешней торговли, с 1938 года — во Всесоюзном геологическом фонде министерства геологии СССР, в 1943—1953 годах — начальник отдела учёта минерального сырья зарубежных стран.
В 1960—1974 годах был заведующим редакцией географии издательства «Советская энциклопедия».

## Научная деятельность
Основные труды по минеральным ресурсам и географии горной промышленности зарубежных стран, а также географии мирового хозяйства и экономической географии стран Африки.
Автор более 100 научных работ по географии полезных ископаемых. Ответственный редактор монографии «Теоретические проблемы экономической географии» (М., 1974). Редактор и соавтор географических энциклопедических изданий. Активно участвовал в подготовке 2-го и 3-го изданий БСЭ, других энциклопедий и справочников, в частности 1-го и 2-го изданий энциклопедического словаря-справочника «Африка» (М., тт. I—II, 1965—1966, 1986—1987), книги «Страны и народы Востока» (вып. 7, 1969).

## Избранные публикации
- Географическое размещение важнейших полезных ископаемых в капиталистических странах. М., 1953;
- География полезных ископаемых Африки. М., 1957;
- География горнодобывающей промышленности капиталистического мира. М., 1962;
- География полезных ископаемых капиталистических и развивающихся стран, М., 1966;
- Новейшие явления в развитии и размещении горнодобывающей промышленности Африки // Страны и народы Востока. Выпуск VII. Страны и народы Африки. М.: Наука, ГРВЛ, 1969. С. 46—69.;
- География мирового хозяйства, М., 1971 (в соавт.);
- Минеральные богатства Африки, М., 1972;
- К вопросу о роли развивающихся стран в географии мирового хозяйства // Страны и народы Востока. Выпуск XV. Африка и Азия. М.: Наука, ГРВЛ, 1973. С. 18—23;
- Современная география мирового хозяйства. Пособие для учителей. М., 1977 (соавт.).